# 아노리오시아

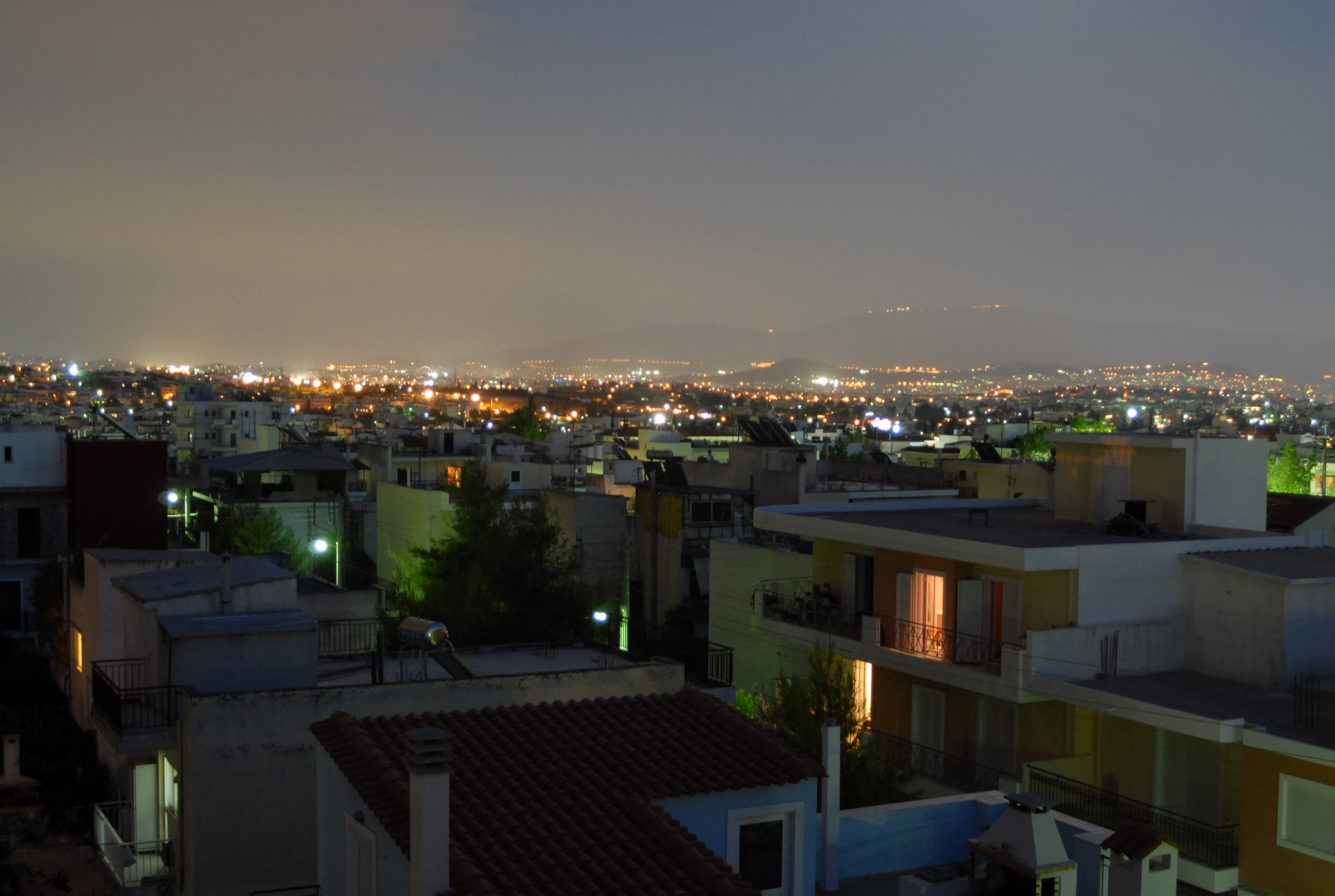
아테네에서 본 아노리오시아

아노리오시아(그리스어: Άνω Λιόσια)는 그리스 아티키 주 서아티키 현의 도시로 면적은 38.447km2, 높이는 160m, 인구는 33,565명(2011년 기준), 인구 밀도는 870명/km2이다.
아테네 도심에서 북쪽으로 11km 정도 떨어진 곳에 위치한다. 1999년 9월 7일에 일어난 아테네 지진으로 인해 크게 파괴되었으며 2007년 그리스 산불로 인해 인근에 있던 숲이 황폐화되었다. 2011년에 실시된 행정 구역 개편에 따라 필리(Fyli)에 편입되었다.